# 小行星3502
小行星3502，又称为黄浦星，是由紫金山天文台在1964年10月9日发现的主带小行星。
小行星3502以上海市下辖的一个区黄浦区命名。